# Gyrophaena stroheckeri
Gyrophaena stroheckeri är en skalbaggsart som beskrevs av Charles Hamilton Seevers 1951. Gyrophaena stroheckeri ingår i släktet Gyrophaena och familjen kortvingar. Inga underarter finns listade i Catalogue of Life.